# الضلاع (بلاد الروس)

تعديل مصدري - تعديل

الضلاع هي إحدى قرى مديرية بلاد الروس التابعة لمحافظة صنعاء اليمنية، بلغ تعداد سكانها 1490 نسمة حسب أحصائيات عام 2004.